# Camara Laye
Camara Laye (Kouroussa, 1º gennaio 1928 – Dakar, 4 febbraio 1980) è stato uno scrittore guineano di lingua francese.
Scrisse romanzi ispirati alle antiche tradizioni popolari e al folclore del paese natale: 
- Il fanciullo nero (1953)
- Lo sguardo del re (1954)
- Dramouss (1966)

Dopo Dramouss, che segnò la sua adesione a un impegno sociopolitico, preferì esiliarsi a Dakar per opposizione al regime totalitario di Sékou Touré. Ivi scrisse I maestri della parola (1978), storia dell'impero del Mali desunta dalle epopee orali locali. Morì a soli 52 anni.